# Jakub Olszewski
Jakub Olszewski (ur. 30 stycznia 2003) – polski siatkarz, grający na pozycji przyjmującego, młodzieżowy reprezentant Polski. Mistrz Świata Kadetów z 2021 roku, podczas zwycięskiego turnieju pełnił funkcję kapitana.

## Kariera młodzieżowa
Karierę siatkarską rozpoczął w drużynach młodzieżowych SKPS Dunajec Nowy Sącz, zdobywając m.in. srebrny medal Mistrzostw Polski Młodzików w 2018 roku, podczas turnieju został został wybrany najlepszym przyjmującym. Jego trenerem w Dunajcu był jego ojciec, Tadeusz. W 2021 (z Treflem Gdańsk) i 2022 roku (z Gwardią Wrocław) zdobywał brązowe medale Mistrzostw Polski Juniorów.

## Kariera seniorska
Od 2020 roku kontynuował naukę w Niepublicznym Liceum Ogólnokształcącym Szkoły Mistrzostwa Sportowego Polskiego Związku Piłki Siatkowej w Spale, występując w jego barwach w rozgrywkach seniorskiej pierwszej i drugiej ligi polskiej. Po ukończeniu edukacji w NLO SMS w Spale, przeniósł się do pierwszoligowego Krispolu Września, gdzie spędził sezon 2022/2023. W sezonie 2023/2024 występował w MKS-ie Będzin, z którym wywalczył awans do PlusLigi. W lipcu 2024 przeniósł się do zespołu CHKS Chełm.

## Sukcesy klubowe

### młodzieżowe
Mistrzostwa Polski Młodzików:
- 2018

Mistrzostwa Polski Juniorów:
- 2021[12], 2022[13]

### seniorskie
Mistrzostwo I ligi:
- 2025[14]

## Sukcesy reprezentacyjne
Mistrzostwa Europy Kadetów:
- 2020[15]

Mistrzostwa Świata Kadetów:
- 2021[16]